# Spletna kamera
Spletna kamera (angleško webcam) je enostavna video kamera za zajemanje slike v spletu. Kamera zajema sliko v določenih intervalih (običajno 30 slik na sekundo) in jo prenaša v splet.
Spletne kamere se uporabljajo za video pogovore (MSN Messenger, Yahoo messanger, AIM) ter za nadzorovanje prometa ali prostorov.